# Aethiamblys bucephalus
Aethiamblys bucephalus là một loài tò vò trong họ Ichneumonidae.